# Lo mejor del boxeo
Lo Mejor del Boxeo es un programa de televisión producido en Panamá desde el 9 de enero de 1975 y donde se presentan peleas de boxeo profesional.

## Historia
Su primera emisión fue el jueves 9 de enero de 1975. En este primer programa fue presentada la pelea entre el colombiano Antonio Cervantes "Kid Pambelé"  y el japonés Shinichi Kadota realizada el 26 de octubre de 1974, donde el propio fundador del programa Juan Carlos Tapia apareció como presentador, siguiendo como tal en los siguientes años del programa.
Según contaba su propio fundador Juan Carlos Tapia, Lo Mejor del Boxeo nació después de que él fuera motivado después de una pelea realizada en Japón en 1971 entre el japonés Kuniaki Shibata y el panameño Ernesto "Ñato" Marcel en la cual Tapia actuó como árbitro. El 26 de octubre de 1974, en Tokio en la pelea del colombiano Antonio Cervantes "Kid Pambelé" y el japonés Shinichi Kadota, donde Juan Carlos Tapia actuó como juez, un señor de apellido Hayashida que tenía el mismo tipo de programas en su país le dio la idea de iniciar el programa e incluso le regaló un número de peleas en vídeo. Así, Tapia decidió iniciar su empresa Producciones Televisadas S.A. (Protesa) y a la edad de 33 años, dio inicio a Lo Mejor del Boxeo el 9 de enero de 1975.
El 26 de noviembre de 1977, por primera vez, el programa transmitió una pelea internacional en directo. La pelea fue la del panameño Héctor Carrasquilla y el surcoreano Soo Hwan Hong, que se llevó a cabo en el Gimnasio Nuevo Panamá y se transmitió en las tierras de ambos púgiles, Corea del Sur y Panamá.
El 15 de septiembre de 1978, Lo Mejor del Boxeo, transmitió cuatro peleas de título mundial el mismo día, estas fueron la del estadounidense Danny "El Coloradito" López contra el argentino Juan Domingo Malvárez (la cual se realizó en el Superdome de Nueva Orleans ante unos 80.000 espectadores), la del también estadounidense Mike Rossman contra el también argentino Víctor Galíndez (que también se efectuó en Nueva Orleans); el boxeador del momento, el estadounidense Muhammad Alí ante el ganador del Oro Olímpico y entonces campeón de los pesados, su compatriota Leon Spinks. Por último, en pelea de revancha, se enfrentaron el panameño Jorge "El Mocho" Luján ante el estadounidense Alberto Dávila.

## Actualidad
Lo Mejor del Boxeo ha presentado desde entonces una cantidad significativa de peleas en vivo y en directo. Hoy en día, las peleas emitidas se cuentan superiores a las 300, y por sus transmisiones han pasado figuras como Muhammad Ali, Sugar Ray Leonard, Roberto "Mano de Piedra" Durán, Julio César Chávez, Mike Tyson, Evander Holyfield, Bernard Hopkins, Floyd Mayweather Sr., Ricky Hatton, entre otros boxeadores muy conocidos.
Cabe destacar que algo muy característico de Lo Mejor del Boxeo eran las narraciones de los combates de Juan Carlos Tapia y sus famosos pregones, como lo fueron: Está mal, Está sentido, Tiene las piernas de trapo, Es un bulto, Es carne de presidio.
Lo Mejor del Boxeo ha producido además programas especiales como Los Pifiosos del Ring, Cuatro veces Cuatro, Se Volteó la Tortilla, Cuento Chino, Misión Cloroformo y otros programas únicos en el mundo del boxeo.

## Disponibilidad
Lo Mejor del Boxeo se ha transmitido internacionalmente alrededor de 12 países de habla hispana. Actualmente posee el récord de ser el programa de su categoría con la mayor cantidad de tiempo al aire. En la actualidad es presentado por el periodista y abogado Daniel Alonso Flores y por Juan Carlos Tapia Rosas (hijo de Juan Carlos Tapia), todos los jueves a las 9 de la noche en RPC TV Canal 4, además está disponible en Internet, Facebook, X e Instagram.

### Versión en línea
Round de Estudio (Lo Mejor del Boxeo Online hasta 2021) es un webshow transmitido dos veces a la semana y es conducido por Juan Carlos Tapia Rosas y Daniel Alonso. En su primera parte se analizan y pronostican las peleas de campeonato mundial o 5 estrellas, y en su segunda, los presentadores leen los comentarios y resuelven sus dudas. Su canal de YouTube cuenta con más de 4.000 suscriptores y con 1.500.000 de visualizaciones, siendo un referente en línea del boxeo internacional para los fanáticos de habla hispana.
El 19 de agosto de 2013, el webshow alcanzó su edición Nº200, en una edición especial donde Juan Carlos Tapia Rosas y Daniel Alonso hicieron un recorrido por las oficinas de Protesa y los estudios mostrando a su audiencia las instalaciones en las que se elabora el programa de televisión Lo Mejor del Boxeo.
El 1 de septiembre de 2014 LMB Online alcanza su edición Nº300, en la cual Juan Carlos Tapia Rosas y Daniel Alonso entrevistaron a Juan Carlos Tapia para contar la historia del programa.
El 9 de octubre de 2015 llega a su edición N°400, donde se presentó el Especial que se emitió el 8 de enero de ese año con motivo de celebrar los 40 años de Lo Mejor del Boxeo.